# Incident du golfe d'Oman (juin 2019)
Ne doit pas être confondu avec incident du golfe d'Oman (mai 2019).
Le 13 juin 2019, deux pétroliers se trouvant à proximité du détroit d'Ormuz, dans le golfe d'Oman, ont fait l'objet d'une attaque à la mine limpet. Des militaires américains et iraniens ont secouru les équipages. Ces attaques eurent lieu un mois après un évènement similaire en mai 2019, et le jour d'une rencontre entre l'ayatollah Khamenei et le Premier ministre japonais Shinzo Abe. Abe jouait alors un rôle de médiateur entre la république islamique d'Iran et les États-Unis d'Amérique,.
Les États-Unis, soutenus par l'Arabie saoudite et le Royaume-Uni, ont accusé l'Iran d'être responsable des attaques. L'Allemagne et le Japon ont demandé que la culpabilité de l'Iran soit prouvée,. L'Iran a rejeté les accusations américaines, accusant Washington de mener une campagne de désinformation. En réponse à cet incident, les États-Unis annoncent le 17 juin leur intention de déployer 1 000 soldats supplémentaires au Moyen-Orient.

## Mise en contexte
Cet incident fait suite à plusieurs mois de tensions et d'escalade diplomatique entre les États-Unis et l'Iran.
Positions incompatibles dans les conflits régionaux
Les États-Unis et l'Iran s'affrontent par alliés interposés au Yémen et en Syrie.
Nucléaire iranien et sanctions économiques américaines
À la suite du retrait américain de l'accord sur le nucléaire iranien, les États-Unis ont imposé d'importantes sanctions économiques à l'Iran, empêchant le pays d'exporter des hydrocarbures.

## Incident

### Réactions et accusations

#### Iran
Après avoir appris l'évènement, le ministre des Affaires étrangères de l'Iran, Mohammad Javad Zarif, ainsi que la délégation iranienne aux Nations unies, ont accusé les États-Unis et leurs alliés dans la région d'avoir monté des « opérations sous fausse bannière » dans le but de faire échouer toute résolution pacifique du conflit qui oppose l'Iran aux États-Unis[réf. nécessaire].
La délégation iranienne aux Nations unies a fermement rejeté les accusations américaines[réf. nécessaire].

#### États-Unis
Des représentants du gouvernement américain et du Parti républicain ont accusé l'Iran d'avoir fomenté les attaques[réf. nécessaire]. Au cours d'une interview pour la chaîne Fox News, le président des États-Unis Donald Trump a réaffirmé ces accusations, qualifiant l'Iran de « nation terroriste »[réf. nécessaire].
Au sein du Parti démocrate, dans l'opposition à Donald Trump, deux sénateurs, Bernie Sanders et Elizabeth Warren, demandent que l'incident fasse l'objet d'une enquête approfondie et se disent préoccupé d'une escalade avec l'Iran qui mènerait à une guerre selon eux désastreuse[réf. nécessaire].
Le 17 juin, le département de la Défense des États-Unis annonce le déploiement de 1 000 soldats supplémentaires au Moyen-Orient[réf. nécessaire].

#### Royaume-Uni
Le Foreign and Commonwealth Office (ministère des Affaires Etrangères du Royaume-Uni), avec à sa tête Jeremy Hunt, ont appuyé les accusations américaines[réf. nécessaire]. Dans une déclaration officielle, le ministère affirme : « Il est pratiquement certain qu'une branche de l'armée iranienne – les gardiens de la révolution – a attaqué les deux pétroliers le 13 juin. Aucun autre acteur étatique ou non-étatique ne peut plausiblement être tenu pour responsable[réf. nécessaire] ». Jeremy Hunt dit appuyer cette thèse sur l'enquête menée par les Émirats arabes unis au sujet des incidents ayant eu lieu un mois plus tôt, et ayant conclu que seul un acteur étatique avec des moyens matériels importants était capable de mener une telle attaque[réf. nécessaire].
Le leader de l'opposition travailliste, Jeremy Corbyn, a mis en garde contre la rhétorique belliciste du gouvernement conservateur. D'après lui : « Sans preuve crédible concernant ces attaques contre des pétroliers, le discours du gouvernement ne fera qu'accentuer la menace d'une guerre ». Le chef de la diplomatie britannique, Jeremy Hunt, l'a jugé « pathétique et
prévisible » : « Pourquoi lui est-il impossible de soutenir les alliés de la Grande-Bretagne, le renseignement britannique ou les intérêts britanniques ? »

#### Émirats arabes unis
Le 26 juin 2019, les Émirats arabes unis ont refusé de soutenir les accusations américaines et demandé « des preuves claires, scientifiques et convaincantes » avant d'accuser un pays.

## Conséquences économiques
À la suite de l'incident, le prix du pétrole augmente de 4 %, puis la hausse se stabilise à 2 %. Cette hausse s'explique par l'incertitude portant sur la livraison de pétrole en provenance du golfe persique et la diminution de la circulation dans le détroit d'Ormuz,. Dès le 17 juin, le prix du pétrole adopte de nouveau une tendance baissière, diminuant de 1,7 %.
Cet évènement entraîne une hausse des primes d'assurance pour les cargos, ce qui pourrait augmenter encore le prix des marchandises en provenance de la région. Selon Bloomberg, l'assurance du risque de guerre pour le golfe persique – qui avait déjà augmenté à la suite des évènements de mai 2019 – est passé de 50 000 à 185 000 dollars américains pour les pétroliers.